# Palicourea garciae
Palicourea garciae är en måreväxtart som beskrevs av Paul Carpenter Standley. Palicourea garciae ingår i släktet Palicourea och familjen måreväxter. Inga underarter finns listade i Catalogue of Life.